# Bleckert Stenbäck
Carl Bleckert Stenbäck (i riksdagen kallad Stenbäck i Kullinge), född 6 augusti 1836 i Fors socken, Södermanlands län, död 12 december 1904 i Stockholm, var en svensk lantbrukare och riksdagsman. Han var 1870–1872 ledamot av riksdagens andra kammare invald i Åkerbo och Skinnskattebergs domsagas valkrets.